# Брезарић
Брезарић је насељено место у саставу општине Крашић у Загребачкој жупанији, Република Хрватска.

## Историја
До територијалне реорганизације у Хрватској налазио се у саставу бивше велике општине Јастребарско.

## Становништво
На попису становништва 2011. године, Брезарић је имао 270 становника.

## Попис1991.
На попису становништва 1991. године, насељено место Брезарић је имало 352 становника, следећег националног састава:
| Попис 1991.‍ | Попис 1991.‍ | Попис 1991.‍ | Попис 1991.‍ | Попис 1991.‍ |
| ----------- | ----------- | ----------- | ----------- | ----------- |
|             |             |             |             |             |
| Хрвати      | Хрвати      |             | 342         | 97,15%      |
| Немци       | Немци       |             | 1           | 0,28%       |
| непознато   | непознато   |             | 9           | 2,55%       |
| укупно: 352 |             |             |             |             |